# Pseudopoda exiguoides
Pseudopoda exiguoides là một loài nhện trong họ Sparassidae.
Loài này thuộc chi Pseudopoda. Pseudopoda exiguoides được miêu tả năm 1999 bởi Da-xiang Song & Zhu.